# Santo Stefano di Rogliano
Santo Stefano di Rogliano är en ort och kommun i provinsen Cosenza i regionen Kalabrien i Italien. Kommunen hade 1 713 invånare (2018).